# 2003 في الأرجنتين
فيما يلي قوائم الأحداث التي وقعت خلال عام 2003 في الأرجنتين.

## سياسة

### تعيين في المنصب
- 25 مايو – ألبرتو فرنانديز Chief of the Cabinet of Ministers [الإنجليزية]‏.
- 25 مايو – كريستينا فرنانديز دي كيرشنر السيدة الأولى للأرجنتين [الإنجليزية]‏.
- 25 مايو – نيستور كيرشنير رئيس الأرجنتين.
- 10 ديسمبر – أدولفو رودريغيز سا عضو مجلس النواب في الأرجنتين.
- 10 ديسمبر – خوليو كوبوس والي مندوسا [الإنجليزية]‏.
- 10 ديسمبر – فيديريكو بينيدو عضو مجلس النواب في الأرجنتين.

### انتهاء فترة المنصب
- 25 مايو – إدواردو دوالده رئيس الأرجنتين.

## برامج ومسلسلات وأنمي
- بنات الميتم

## وفيات

### يناير
- 12 يناير – يوبولدو جالتييرى (مواليد 1926)